# Сычёвка (Алтайский край)
Сычёвка — село в Смоленском районе Алтайского края. Административный центр Сычёвского сельского совета.

## География
Расположено по правому берегу реки Песчаной, в пойме реки Сычёвка в 26 км от города Белокуриха.

## История
Основано в 1776 г. В 1928 году состояло из 833 хозяйств, основное население — русские. В административном отношении являлось центром Сычёвского сельсовета и Сычевского района Бийского округа Сибирского края.

## Население
| 1926  | 1997  | 1998  | 1999  | 2000  | 2001  |
| ----- | ----- | ----- | ----- | ----- | ----- |
| 5571  | ↘2171 | ↗2241 | ↘2116 | ↗2220 | ↘2145 |
| 2002  | 2003  | 2004  | 2005  | 2006  | 2007  |
| ↗2222 | ↘2206 | ↗2213 | ↗2240 | ↗2255 | ↗2317 |
| 2008  | 2009  | 2010  | 2011  | 2012  | 2013  |
| ↗2322 | ↗2325 | ↘2085 | ↘2076 | ↗2084 | ↗2142 |

Национальный состав
Согласно результатам переписи 2002 года, в национальной структуре населения русские составляли 97 %.

## Инфраструктура
Средняя школа, детский сад, магазины, новые улицы жилых домов, сельский клуб, библиотека, больница, почтовое отделение, филиал Сбербанка.

## Люди, связанные с селом
- Паутов, Иосиф Григорьевич — Герой Гражданской войны, полный Георгиевский кавалер